# نویمارک ایم هوسروکرایس
نویمارک ایم هوسروکرایس (به آلمانی: Neumarkt im Hausruckkreis) یک منطقهٔ مسکونی در اتریش است که در ناحیه گرایسکیرچن واقع شده‌است. نویمارک ایم هوسروکرایس ۲٫۱۱ کیلومتر مربع مساحت دارد ۳۸۸ متر بالاتر از سطح دریا واقع شده‌است.